# Marvell Wynne (Fußballspieler)
Marvell Wynne II (* 8. Mai 1986 in Pittsburgh, Pennsylvania) ist ein ehemaliger US-amerikanischer Fußballspieler. Der Verteidiger spielte zuletzt für die San José Earthquakes in der Major League Soccer. Sein Vater Marvell Wynne I war in den 1980ern ein Baseballprofi.

## Vereinskarriere
Wynne spielte zwei Jahre für die Collegemannschaft der UCLA Bruins und wurde 2005 in das NSCAA All-America first team gewählt. 2006 trat er dem Joint-Venture Generation Adidas bei und wurde beim MLS SuperDraft 2006 an erster Stelle von den New York MetroStars ausgewählt und kam in seiner ersten Profisaison zu 28 Einsätzen. Anfang 2007 wurde er zum Toronto FC abgegeben. Für die Kanadier absolvierte Wynne 67 Spiele und gewann die Canadian Championship 2009.
Am 25. März 2010 wurde Wynne im Tausch gegen Nick LaBrocca an die Colorado Rapids abgegeben. Nach 140 Ligaspielen für die Rapids und dem Gewinn des MLS Cup 2010, wurde sein Vertrag im Jahr 2014 nicht verlängert. Wynne nahm am MLS-Draft für vertragslose Spieler teil und wurde von den San José Earthquakes ausgewählt. Wegen anhaltender Herzprobleme beendete Wynne im April 2018 seine aktive Fußballerkarriere.

## Nationalmannschaft
Wynne nahm 2005 mit der U-20-Nationalmannschaft an der Junioren-WM in den Niederlanden teil und erreichte als Stammspieler mit seiner Mannschaft das Achtelfinale.
2007 stand er im Aufgebot der US-amerikanischen A-Nationalmannschaft für die Copa América und kam im Auftaktspiel gegen Argentinien zu seinem ersten Länderspieleinsatz. Es folgten drei weitere Länderspiele bis zum Jahr 2010.
Wynne nahm mit der US-amerikanischen Olympiamannschaft an den Olympischen Spielen 2008 teil und stand in allen drei Vorrundenspielen auf dem Platz.

## Erfolge
- Canadian Championship 2009
- MLS Cup 2010